# Mien Braakensiek
Wilhelmina Charlotte Elisabeth Anna (Mien) Braakensiek (Amsterdam, 11 januari 1875 – Amsterdam, 7 juni 1944) was een Nederlands actrice en voordrachtkunstenares.
Ze was dochter van acteur en souffleur Willem Albert Braakensiek en Wilhelmina Margaretha Leeuwendaal. Zusters Greta Braakensiek (Greetje Lobo-Braakendiek) en Marie Braakensiek en broer Charles Braakensiek waren ook betrokken bij het toneel. Zelf was ze tussen 1894 en 1911 getrouwd met Alexander Faassen (1873-1911) en vanaf 1914 tot 1925 (echtscheiding en weer hertrouwd vanaf 1928) met Edward Try James Barge. Uit het eerste huwelijk werd Alexander Willem Frans Faassen (1928-1981) ook acteur (Alex Faassen jr.), net als Willem Faassen.
Ze was een kindsterretje dat furore maakte bij gezelschappen van Willem van Zuylen (ze was toen 5), trad op met de ster Theo Mann-Bouwmeester, die haar voorbeeld zou worden, Daan van Ollefen, Louis Moor en Louis Jacques Veltman. Ze volgde tussen 1888 en 1891 wel de toneelschool aan de Marnixstraat 150. Vanaf 1894 was ze bekend onder de naam Mien Faassen. Meest was ze betrokken bij voorstellingen van het Hollandsch Tooneelgezelschap van Joseph van Lier, De Nederlandsche Tooneelvereeniging (werken van Herman Heijermans) en het gezelschap van broer Charles. In de jaren voor haar huwelijk was ze ook enige tijd aangesloten bij Kreukniet en Poolman, alwaar ze in het werk De doofpot haar aanstaande man leerde kennen; de voorstelling liep minstens 250 keer. Ook trad ze op met het gezelschap van Herman Bouber.